# José Amoroso Filho
José Amoroso Filho, conhecido como Amoroso, (Rio de Janeiro, 19 de setembro de 1937 – Campos dos Goytacazes, 16 de setembro de 2022) foi um ex-futebolista brasileiro que atuou como atacante.

## Carreira
Amoroso começou a sua carreira no Botafogo onde foi bicampeão carioca em 1961/1962, transferindo-se para o Fluminense em 1964, onde foi novamente campeão carioca e também artilheiro do Campeonato Carioca em 1964 e 1965. Jogou no Fluminense de 1964 à 1968, sendo campeão ainda do Torneio Início de 1965 e da Taça Guanabara de 1966, fazendo 72 gols em 135 partidas. Saiu do Fluminense numa troca com o Clube do Remo, pelo então promissor defensor paraense Assis.
Pelo Clube do Remo, foi campeão paraense de 1968 e artilheiro deste campeonato.
Este jogador foi um dos grandes personagens do Clássico Vovô, pois marcou quatro gols pelo Botafogo contra o Fluminense e sete gols pelo Fluminense contra o Botafogo, tendo perdido apenas um dos clássicos em que fez gol. Em 2006, ao ser perguntado qual era o seu time de coração, respondeu: 
| “ | Eu tenho três times, o Botafogo, o Fluminense e qualquer um que jogue contra o Flamengo!. | ” |

Amoroso é tio materno de Márcio Amoroso dos Santos, outro centroavante que fez história no futebol brasileiro e internacional entre o final da década de 1990 e o início do século XXI.

## Títulos
Botafogo
- Campeonato Carioca[4]: 1961, 1962

Fluminense
- Campeonato Carioca: 1964
- Torneio Início: 1965
- Taça Guanabara: 1966

Remo
- Campeonato Paraense: 1968
- Torneio do Norte: 1969

### Prêmios individuais
- Artilheiro do Campeonato Carioca: 1964 (19 goals)[3]
- Artilheiro do Campeonato Carioca: 1965 (10 goals)[3]